# Always (柳ジョージの曲)
「Always」（オールウェイズ）は、日本のロックミュージシャンである柳ジョージが、1998年5月21日に日本クラウン / PANAMからリリースした24枚目のシングルである。

## 解説
ユニバーサルビクターから、日本クラウンのレーベルPANAMに移籍後初となるシングルで、アルバム『SUNSET HILLS』の先行シングルとしてリリースされた。
表題曲の「Always」は、アサヒビール『アサヒスーパードライ '98』のCMソングに起用された。

## 収録曲
| #         | タイトル                     | 作詞           | 作曲       | 編曲      | 時間  |
| --------- | ---------------------------- | -------------- | ---------- | --------- | ----- |
| 1.        | 「Always」                   | 司紀力・MISUMI | 樫原伸彦   | 樫原伸彦  | 4:41  |
| 2.        | 「The Shadow of Time」       | 柳ジョージ     | 柳ジョージ | 土方隆行  | 5:04  |
| 3.        | 「Always」(English Version)  | 司紀力・MISUMI | 樫原伸彦   | 樫原伸彦  | 3:23  |
| 4.        | 「Always」(Original Karaoke) |                |            |           | 4:38  |
| 合計時間: | 合計時間:                    | 合計時間:      | 合計時間:  | 合計時間: | 17:46 |